# ジョセフ・ベル

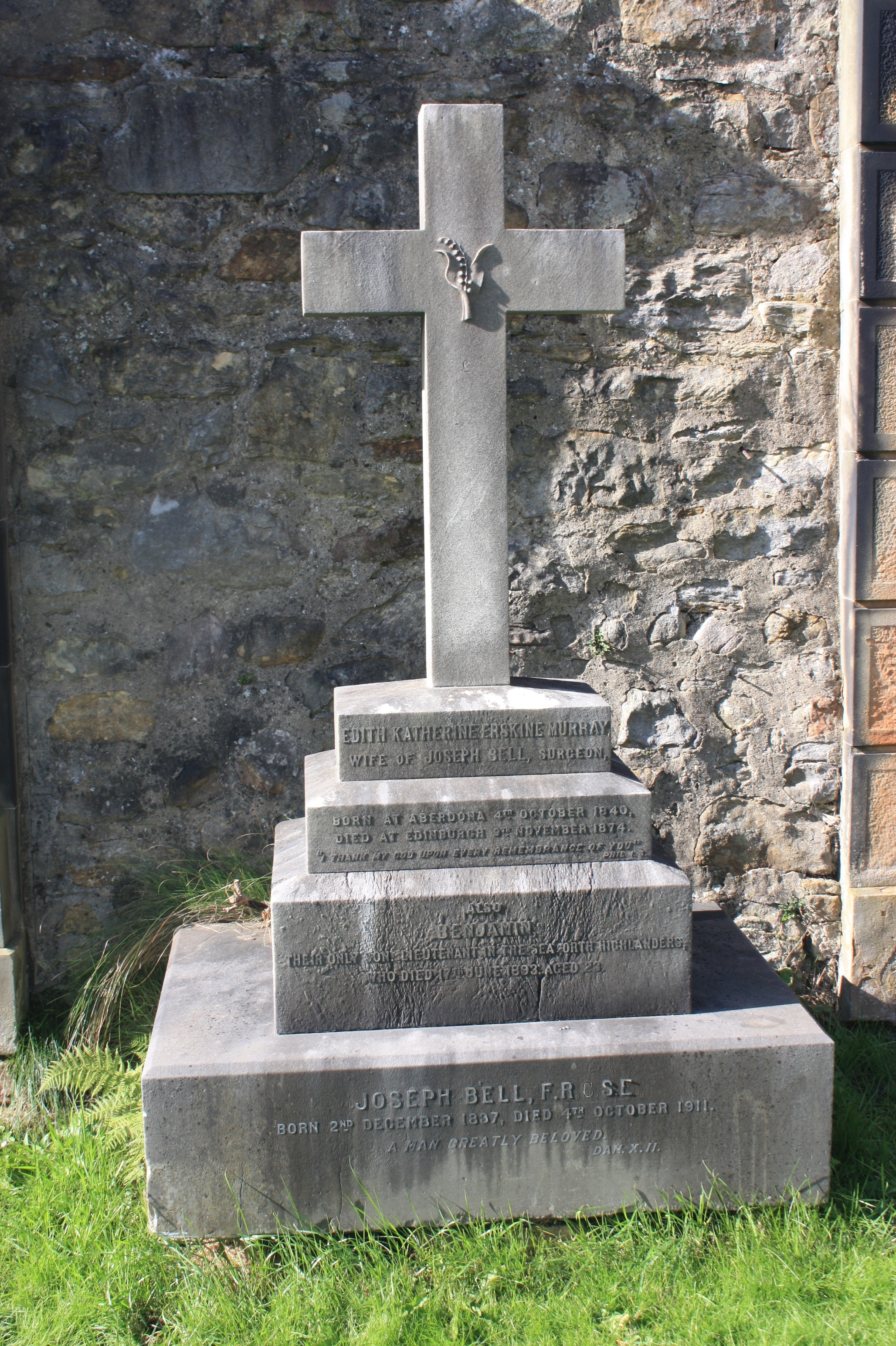
ジョセフ・ベルの墓

ジョセフ・ベル（Joseph Bell, JP, DL, FRCSE、1837年12月2日 – 1911年10月4日）は、19世紀のエディンバラ大学医学校で講師を務めていたスコットランドの医師。ベルは、文学作品の登場人物であるシャーロック・ホームズのモデルとされた人物として知られている。

## 「シャーロック・ホームズ」のモデル
アーサー・コナン・ドイルは1877年にベルに出会い、エジンバラ王立病院 (Royal Infirmary of Edinburgh) でベルの下で働いた。ドイルは後に、架空の人物シャーロック・ホームズを主人公として人気の高い一連の物語を書くようになったが、ドイルによれば、ホームズの人物像は、ベルとその観察手法を緩やかになぞったものだという。ベルは、自分がモデルとされていたことに気づいており、それを誇りに思っていた。アーヴィング・ウォーレスは、著書『The Fabulous Originals』で初出し、後に加筆されて『The Sunday Gentleman』に収録されたエッセイで、ベルがおもにスコットランドで警察の捜査に何回も関与しており、1893年のアードラモント殺人事件 (Ardlamont murder) などにもたずさわり、多くの場合は法医学を専門としたヘンリー・リトルジョン (Henry Littlejohn) 教授とともに働いていたと述べている。

## 生涯
ベルは、ベンジャミン・ベル医師(1810-1883)と、その妻セシリア・バーバラ・クレイギの子として生まれた。曽祖父はスコットランドで初めて科学的な外科手術を行い、その外科手術法を諸外国にも啓蒙し高い評価を受けた「エディンバラ外科学校の父」とも呼ばれるベンジャミン・ベルである。
ベルはエジンバラ大学医学部で医学を学び、1859年にMDを取得した。ヴィクトリア女王がスコットランドを訪れた際の専属外科医でもあった。エディンバラ王立外科医師会会員（FRCSE）で、治安判事（JP）や副知事（DL）も務め、1887年にはエディンバラ王立外科医師会会長に選出された。
ジョセフ・ベルは1911年10月4日に亡くなり、彼の家族らと共にエディンバラのディーン墓地で永い眠りについている。

## 著書
- A Manual of the Operations of Surgery （1866年）[5]